# Kadirejo (Pabelan)
Kadirejo is een bestuurslaag in het regentschap Semarang van de provincie Midden-Java, Indonesië. Kadirejo telt 2580 inwoners (volkstelling 2010).